# Opera semiseria
Opera semiseria (italienisch für „halbernste Oper“; von „semi“ = halb, und „seria“ = ernst) ist eine Gattungsbezeichnung für eine Oper, die Elemente aus Opera buffa und Opera seria mischt, also ein genere misto (gemischtes Genre).:22 Wie der Name semiseria schon sagt, überwiegt jedoch das ernste Element,:16 allerdings mit Happy end (lieto fine).:15 Die Opera semiseria entwickelte sich unter dem Einfluss der französischen Comédie larmoyante. Ihre Blütezeit liegt zwischen ca. 1789 und 1830, mit Ausläufern bis ca. 1850.

## Geschichte

### Vorgeschichte und Abgrenzung zu anderen Gattungen
Mischungen aus komischen und ernsten Figuren hatte es bereits in der venezianischen und neapolitanischen Oper des 17. Jahrhunderts gegeben und war dort ganz normal:92 (z. B. in Monteverdis späten Opern, bei Cavalli, Provenzale u. a). Diese haben jedoch nichts mit der Opera semiseria des späten 18. und frühen 19. Jahrhunderts zu tun.
Nachdem es in der ersten Hälfte des 18. Jahrhunderts zur Entwicklung, bzw. Aufspaltung eines reinen, aristokratischen Seria- und eines rein komischen, eher volkstümlichen Buffa-Genres gekommen war, reichte dies den Komponisten und Librettisten der Aufklärung nicht mehr. Etwa ab den 1760er Jahren zeigen daher viele Opern eine Mischung von seria- und buffa-Charakteren, und auch Figuren „di mezzo carattere“ (von mittlerem Charakter).:28–35 Zu nennen wären hier vor allem die Gattungen des Dramma giocoso (heiteres Drama) und des Dramma eroicomico (heroisch-komisches Drama).:92–93 Das erstere ist eigentlich eine Opera buffa mit ernsten Elementen, wie z. B. Wolfgang Amadeus Mozarts Le nozze di Figaro (1786) und Don Giovanni (1787); das zweite umgekehrt eine Opera seria mit komischen Elementen, wie in Traettas Il cavalier errante (1776), Haydns Orlando paladino (1782), oder in einigen Opern Antonio Salieris.:89 Alle diese Operntypen sind zwar auch „halbernst“, jedoch keine Opere semiserie im eigentlichen Sinne.

### Verschwommene Gattungsgrenzen
Es muss jedoch darauf hingewiesen werden, dass eine ganz eindeutige Abgrenzung der genannten Gattungen von der Opera semiseria nicht immer vollkommen klar und einfach ist. Das liegt zum Teil daran, dass man es im turbulenten italienischen Opernbetrieb der Epoche oft nicht so genau nahm, und manchmal ein und dasselbe Werk bei verschiedenen Produktionen unterschiedlich bezeichnet wurde, z. B. lief Mozarts Don Giovanni – der von ihm selbst als „dramma giocoso“ bezeichnet ist, aber wegen seiner ungewöhnlichen Handlung tatsächlich die vorhandenen Gattungsgrenzen sprengte – 1812 in Neapel laut Libretto offiziell als „dramma tragi-comico“, in der dabei verwendeten Partitur aber als „tragico“, und 1814 in Mailand als „melodramma semiserio“,:12 und Carlo Coccias Semiseria Clotilde wurde in drei verschiedenen Produktionen im Jahre 1819 in Arezzo als „opera seria“, in Perugia als „dramma semiserio“ und in Pisa als „opera buffa“ (sic!) gegeben.:13 Ähnliche Unklarheiten setzen sich auch in der späteren Literatur fort, z. B. wurde Rossinis „melodramma giocoso“ Matilde di Shabran (1822) gelegentlich auch als „semiseria“ bezeichnet beziehungsweise missverstanden.
Niccolò Piccinnis Vertonung von Goldonis La buona figliuola (1760) galt früheren Autoren oft mindestens als Vorläufer, wenn nicht gar als erstes Beispiel für eine Opera semiseria, ist jedoch laut Jacobshagen trotz gewisser empfindsamer Züge recht eindeutig ein Dramma giocoso.:90:15–16

### Die eigentliche Opera semiseria
Der Begriff „semiserio“ begegnet im 18. Jahrhundert nur sehr selten, zum ersten Mal in Turin in Drucken der Libretti zu L’illustre villanella (1769) und Il trionfo della costanza (1769) von Giuseppe Maria D’Orengo.:33
Entscheidend für die Entwicklung der Opera semiseria waren vor allem sentimental-empfindsame Einflüsse der französischen Comédie larmoyante.:91–92:9–10,69–93 Im Gegensatz zu den überhöhten aristokratischen und mythologischen Helden der Opera seria stehen typischerweise in der Opera semiseria auch Personen aus dem Volke im Mittelpunkt, häufig Frauen, die jedoch nicht die typisch koketten oder maliziösen Züge einer Buffa-Heldin aufweisen, sondern als unschuldig-edle, tugendhafte,:92 bis zu einem gewissen Grade naive Charaktere in traurige, ungerechte, tragische, oder gar „entsetzenerregende“:90 Situationen geraten. Gerade durch das einfachere und realistischere, oft ländliche Milieu und die völlige Unschuld spielen sich die Leiden der charakterlich edlen Hauptfigur(en) auf einem für jedermann – bzw. für „empfindsame Gemüter“ – nachvollziehbaren Niveau ab,:92 was nicht selten dazu führte und führen sollte, dass Teile des Publikums Tränen der Rührung und des Mitgefühls vergossen:24 (z. B. bezeugt für Bellinis La sonnambula). In einigen Fällen ist ein sozialkritischer Aspekt nicht zu übersehen (Paër: Agnese (1809), Donizetti: Linda di Chamounix (1842)).
Im Gegensatz zur späteren typisch romantischen Oper geht die Opera semiseria jedoch immer gut aus (lieto fine),:15 wenn auch häufig erst im allerletzten Moment,:14 was den rührenden Effekt aufs Publikum noch verstärken kann (Paisiello: Nina (1789); Rossini: La gazza ladra (1817); Bellini: La sonnambula (1831) und I puritani (1835)). Buffa-Charaktere sind eher Nebenfiguren, verbreiten aber eine volkstümliche und/oder realistische Atmosphäre. Aristokratische oder gesellschaftlich höherstehende Personen kommen ebenfalls vor, auch als Hauptfiguren (Meyerbeer: Margherita d’Anjou (1820)), sind jedoch ebenfalls realistischer und menschlicher gezeichnet als in der Opera seria, manchmal auch als Bösewichte und Täter (Rossini: Torvaldo e Dorliska (1815)).:202:259f Bösewichte können auch mithilfe von Buffa-Zügen grotesk übersteigert sein (z. B. die bösen Schwestern und der Vater in Rossinis Cenerentola (1817)).
Das berühmteste und erste Beispiel für den neuen gemischten Operntypus, und eine wichtige Vorläuferin der romantischen Oper des 19. Jahrhunderts, ist Giovanni Paisiellos Oper Nina, ossia La pazza per amore (1789), die auf einem französischen Sujet fußt.:92 Das Thema von unerträglichem Leid, das im (vorübergehenden) Wahnsinn der Hauptfigur mündet, steht hier im Mittelpunkt, und wurde auch später noch mehrmals thematisiert (siehe auch: Wahnsinnsszene), u. a. in Ferdinando Paërs L’Agnese (1809),:173–177 in Vincenzo Bellinis I puritani (1835), in Gaetano Donizettis Linda di Chamounix (1842), und auch in Donizettis Lucia di Lammermoor (1837). Die letztere gehört allerdings nicht zum Genre der Semiseria, sondern ist ein typisch romantisches Dramma, das in einem rein aristokratischen Milieu spielt, keinerlei Mischung mit der Buffa-Oper aufweist, und vor allem ein tragisches, ja tödliches Ende aufweist, das es in der Welt der Semiseria nicht gibt.
Bedeutende und sehr erfolgreiche Beispiele der Gattung komponierte um und kurz nach 1800 vor allem Ferdinando Paër (Griselda (1798), Camilla (1799), I fuorusciti (1802), Sargino ossia L’allievo dell’amore (1803), Leonora ossia L’amore conjugale (1804) und Agnese (1812)).:92 Weitere bedeutende Komponisten der Semiseria waren Johann Simon Mayr, u. a. mit La Lodoiska (1796 / 1799 / 1800) und Elisa (1804),:173–204:94–96 und Carlo Coccia mit Clotilde (1815).:108–114:205–218 Späte Opere semiserie schrieb noch Pacini (L’orfana svizzera (1848), Zaffira (1851), Belfagor (1861)); diese hatten jedoch keinen Erfolg.
Um ca. 1830 beginnen die Gattungsbezeichnungen „Opera seria“, „buffa“ und „semiseria“ zu verschwinden, zugunsten des immer häufiger verwendeten neutraleren Terminus „melodramma“ (nicht zu verwechseln mit einem Melodram).:35 Obwohl nach 1850 die Gattung der Semiseria praktisch erlosch, also keine (oder kaum) neue Werke entstanden, wurden einige Opern wie Rossinis La gazza ladra, Bellinis La sonnambula und I puritani, sowie Gaetano Donizettis Linda di Chamounix noch bis mindestens 1870 regelmäßig aufgeführt. Vor allem Bellinis Opern blieben auch darüber hinaus noch im Gedächtnis und populär.

## Werke

### 18. und 19. Jahrhundert
Die folgende Auswahl beschränkt sich auf die seinerzeit erfolgreichsten Werke und solche von bekannten Komponisten. Eine umfangreichere Liste, zusammen mit Werken aus verwandten Gattungen wie dem Genre Eroicomico oder dem Melodramma findet man bei Jacobshagen.:282–293
- Giovanni Paisiello: Nina, ossia La pazza per amore (1789; „commedia in prosa ed in verso“)
- Johann Simon Mayr: La Lodoiska (1796 / 1799 / 1800). Die gleiche Geschichte hatte 1791 schon Luigi Cherubini als französische „comédie-héroïque“ komponiert, auch Rossinis Torvaldo e Dorliska (1815) basierte auf einer ähnlichen Geschichte.
- Ferdinando Paër: Griselda (1798)
- Ferdinando Paër: La virtù al cimento (1798, „melodramma“)
- Ferdinando Paër: Camilla (1799; „dramma serio-giocoso“)
- Ferdinando Paër: Leonora (1804). Diese Oper beeinflusste Ludwig van Beethovens Leonore/Fidelio.
- Johann Simon Mayr: Elisa (1804)[A 12][5]:94–96[1]:173–204
- Johann Simon Mayr: L’amor coniugale (1805; „dramma di sentimento“)
- Ferdinando Paër: L’Agnese (1809). In Paërs L’Agnese geht es um eine Frau, die sich auf eine uneheliche Affäre eingelassen und daraus ein Kind bekommen hat, und die dann von dem „Verführer“ sitzen gelassen wurde. Ihr Vater Uberto ist über das Verhalten Agneses so unglücklich, dass er wahnsinnig geworden ist; aber am Ende geht Alles gut aus.[5]:173–177
- Pietro Generali: Adelina (1810; „dramma sentimentale“)
- Carlo Coccia: La donna selvaggia (1813; auch als La Matilde, 1814; rev. 1841)
- Johann Simon Mayr: Elena (1814)[6]:84–85
- Stefano Pavesi: Agatina, ovvero La virtù premiata (1814). Diese Oper behandelt das Aschenputtel-Thema und basiert auf Perraults Märchenversion Cendrillon. Das Libretto wurde drei Jahre später in nur wenig veränderter Form von Rossini vertont, als La Cenerentola, und verdrängte Pavesis bis dahin erfolgreiche Oper.[6]:93f
- Carlo Coccia: Clotilde (1815). Diese erfolgreichste Oper des Komponisten wurde international gespielt und blieb etwa 50 Jahre lang auf den Bühnen.[6]:108,110,111[1]:205–218
- Gioachino Rossini: Torvaldo e Dorliska (1815)[4]:259f[3]:202
- Pietro Carlo Guglielmi: Paolo e Virginia (1816; „dramma semiserio“).[1]:290–291
- Carlo Coccia: Etelinda (1816)
- Gioachino Rossini: La gazza ladra (Die diebische Elster, 1817), eine seiner bedeutendsten und tiefsinnigsten Partituren, eine der erfolgreichsten Semiserie. Sie gehörte zu den „[…] meistgespielten Opern in den beiden ersten Jahrzehnten des 19. Jahrhunderts überhaupt“.[1]:10,219-242
- Gioachino Rossini: La Cenerentola (Das Aschenputtel; 1817) ist im Original als „dramma giocoso“ bezeichnet, wird aber wegen der Hauptfigur auch als Semiseria angesehen; die musikalische Behandlung ist im Vergleich mit La gazza ladra insgesamt deutlich burlesker.
- Giovanni Pacini: Adelaide e Comingio (1817) war nach einer Reihe von durchgefallenen Opern endlich ein langersehnter Erfolg für den Komponisten.[6]:165,167
- Giacomo Meyerbeer: Romilda e Costanza (1817) war seine erste italienische Oper.[6]:153–164
- Giovanni Pacini: La sposa fedele (1819)[7]
- Giacomo Meyerbeer: Margherita d’Anjou (1820) ist ein romantisches Historiendrama aus der Zeit der Rosenkriege. Die Handlung und ihre musikalische Gestaltung deutet bereits auf Meyerbeers spätere Grand Opéras Les Huguenots und Le prophète hin.[8][1]:243–272
- Saverio Mercadante: Elisa e Claudio, ossia L’amore protetto dall’amicizia (1821) war dessen erster großer Erfolg, und lief an italienischen Theatern bis in die 1840er Jahre.[9]
- Saverio Mercadante: Adele ed Emerico ossia Il posto abbandonato (1822)
- Gaetano Donizetti: Emilia di Liverpool / L’eremitaggio di Liverpool (1824 / 1828)
- Michele Carafa: Il sonnambulo (1824)[10]
- Vincenzo Bellini: Adelson e Salvini (1825)
- Gaetano Donizetti: Gianni di Calais (1828)
- Vincenzo Bellini: La sonnambula (Die Nachtwandlerin, 1831; „melodramma“) spielt in einem relativ typischen pastoral-ländlichen Ambiente und ist auch musikalisch in einem relativ pastoralen Tonfall gestaltet. Das Nachtwandeln oder Schlafwandeln der Amina kann als eine harmlosere Abart der Wahnsinns-Szenen anderer Opern angesehen werden.
- Vincenzo Bellini: I puritani (1835) ist nach den Worten des Komponisten eine Mischung aus Semiseria, wie in La sonnambula, mit militärischen Elementen; es gibt keine Buffa-Person.
- Federico Ricci: La prigione d’Edimburgo (= Das Gefängnis von Edinburgh, 1838; „melodramma semiserio“)[A 13][1]:291
- Gaetano Donizetti: L’ange de Nisida (1839). Dieses „melodramma semiserio“ wurde zu Donizettis Lebzeiten nie aufgeführt, aber der Komponist arbeitete es 1840 zu der bekannten Grand Opéra La favorite um.
- Gaetano Donizetti: Linda di Chamounix (1842; „melodramma“)
- Giovanni Pacini: L’orfana svizzera (1848)
- Giovanni Pacini: Zaffira (1851)
- Carlo Pedrotti: Fiorina, o La fanciulla di Glaris (auch: La fanciulla di Glaris) (1851; „melodramma semiserio“), eine der letzten einigermaßen erfolgreichen Opere semiserie; Aufführungen bis 1863.[1]:287
- Giovanni Pacini: Belfagor (1861)

### 20. Jahrhundert
- Rolf Liebermann nahm mit seinem Librettisten Heinrich Strobel diese Opernform in Leonore 40/45 (UA 1952 in der Oper Basel) und Penelope (UA bei den Salzburger Festspielen 1954) wieder auf.